# Station Villiers-sur-Marne - Le Plessis-Trévise
Station Villers-sur-Marne - Le Plessis-Trévise is een spoorwegstation aan de spoorlijn Paris-Est - Mulhouse-Ville. Het ligt in de Franse gemeente Villiers-sur-Marne in het departement Val-de-Marne (Île-de-France).

## Geschiedenis
Het station werd op 9 februari 1857 geopend door de compagnie des chemins de fer de l'Est bij de opening van de sectie Nogent-sur-Marne - Nangis. Sinds 30 augustus 1999 wordt het station aangedaan door de RER E. In de aanloop daarvan zijn de perrons verhoogd van 55 cm naar 92 cm.

## Ligging
Het station ligt op kilometerpunt 20,741 van de spoorlijn Paris-Est - Mulhouse.

## Diensten
Het station wordt aangedaan door treinen van de RER E tussen Haussmann Saint-Lazare en dit station en tussen Haussmann Saint-Lazare en Tournan welke een beperkt aantal stops hebben tussen Magenta en dit station.

## Vorige en volgende stations
| Richting               | Vorig station             | Lijn  | Volgend station          | Richting       |
| ---------------------- | ------------------------- | ----- | ------------------------ | -------------- |
| Haussmann Saint-Lazare | Les Boullereaux-Champigny | RER E | Eindbestemming           | Eindbestemming |
| Haussmann Saint-Lazare | Val de Fontenay           | RER E | Les Yvris-Noisy-le-Grand | Tournan        |